# ۲۹۳ (میلادی)
۲۹۳ (میلادی) دویست و نود و سومین سال تقویم میلادی است.

## درگذشتگان
‎